# 오이풀속
오이풀속(Sanguisorba)은 장미과의 한 속이다. 북반구의 온대 지역 원산이다. 여러해살이풀이거나 작은 떨기나무이다.
줄기는 50~200 센티미터쯤 자라며, 잎은 어긋난다. 5~30 센티미터 길이의 작은 잎 7~25장이 달린 깃꼴겹잎이다. 작은 잎의 가장자리는 톱니가 있다. 5~20 밀리미터 길이의 작은 꽃들이 빽빽하게 모여 핀다. 각 꽃들은 매우 작은 네 장의 꽃받침을 달며 꽃잎은 없다. 꽃 빛깔은 흰색에서 붉은색이다.

## 한국 서식 종
- 가는오이풀 Sanguisorba tenuifolia Fisch. ex Link
  - 자주가는오이풀 Sanguisorba tenuiflora var. purpurea Trautv. & Mey.
- 구름오이풀 Sanguisorba argutidens Nakai
- 긴오이풀 Sanguisorba longifolia Bertol.
- 두메오이풀 Sanguisorba obtusa Maxim.
- 산오이풀 Sanguisorba hakusanensis Makino
- 술오이풀 Sanguisorba minor Scop.
- 오이풀 Sanguisorba officinalis L.
  - 구슬오이풀 Sanguisorba officinalis var. globularis (Nakai) W.T.Lee
- 큰오이풀 Sanguisorba stipulata Raf.
- 흰오이풀 Sanguisorba stipulata for. alba (Trautv. & Mey.) Kitam.